# Времево предпочитание
Времевото предпочитание е склонността на хората да придават по-голяма стойност на нещата в настоящето, отколкото на същите неща в бъдещето. Времевото предпочитание играе важна роля в икономиката и финансите, където е един от факторите в процеса на дисконтиране.